# Mundo dos mortos
Em algumas religiões e em mitologia, o Reino dos Mortos (ou Mundo dos Mortos) é qualquer lugar ao qual acredita-se haver uma localização, ou entrada, no mundo físico; ou uma vida após a morte que pode ser visitada por pessoas ainda vivas. O mundo dos mortos é, maiormente, imaginado ser o mundo subterrâneo. Exemplos de reino dos mortos incluem o Hades e Sheol. Visitar tais reinos é um arquétipo comum em contos folclóricos e épicos.
Na mitologia egípcia, Anúbis é o deus dos mortos e moribundos, responsável por guiar as almas ao mundo dos mortos.

## Cultura
- Inferno de Dante Alighieri
- Mundo dos mortos (Saint Seiya)